# Duborg Slot
 "Duborg" omdirigeres hertil. For andre betydninger af Duborg, se Duborg (distrikt).
Duborg Slot (ty. Duburg) var en fæstning i middelalderens Flensborg.

## Historie
Duborg blev i 1400-tallet opført under Margrete I. og Erik af Pommern som et værn mod holstenske grever, der igennem årtier havde haft stor indflydelse i byen. Slottet lå på en banke kaldet Vor Frue Bjerg eller Mariebjerget, i dag kaldet Duborg Banke.
Slottet (Dueborgen) har fået navn efter dyrnavnet dansk due eller efter bygmesteren Jens Due, der boede i Flensborg i 1400-tallet. 
I 1412 besatte holstenerne Flensborg for at fremtvinge den næppe fuldførte borgs nedbrydelse. Det var på grund af forhandlinger om det, at dronning Margrete sejlede til byen. Hun døde af pest om bord på skibet ud for Flensborg. Duborg fik stor strategisk betydning, da det på den høje bakke beherskede såvel den dybe Flensborg Fjord som rigets hovedveje. Duborg spillede en lignende rolle som i nyere tid Als og Dybbøl.
I marts 1431 overrumplede den holstenske grev Adolf byen, men Duborg holdt sig forsvaret af ridder Peder Jenssøn og biskop Gert af Børglum, til september, da den udsultede besætning overgav sig mod fri afmarch. Da Christian 1. ved Adolfs død blev hertug i hertugdømmerne Slesvig og Holsten, kom Duborg igen i kongens hånd og hørte til den kongelige del af hertugdømmerne, ligesom den var kongernes residens under deres hyppige ophold i Sønderjylland i 1500- og 1600-tallet. Christian 5. blev født på Duborg Slot. Senere mistede slottet sin betydning og i 1711 blev det revet ned. Murstenene blev bl.a. genbrugt i forbindelse med rejsningen af Flensborghus. Duborgskolen ligger på grunden.

## Sagnet om skatten ved Duborg slotsruin
I en barndomserindringer skrevet af Martha Ottosen i 1917, beskriver hun et sagn om en skat, der skulle findes et sted på ruinen.

### Uddrag
[...] Om Duborg gik der et Sagn, som jeg fuldt og fast troede paa. Tæt ved Ruinen er begravet en stor og herlig Skat. Men den kan kun hæves hver hundrede Aar, og kun af en tavs og frygtløs Mand.
Naar en Mand ved Midnat nærmer sig Ruinen i det Aar, da Skatten kan hæves, vil en hvid Dame vise sig, række ham en Spade og byde ham at grave. Man fortalte om en Soldat, der havde set den hvide Dame og gravet Skatten op, men ved Synet af alt det skinnende Guld udraabt: ‘Herre Jesus!’ Straks lukkede Jorden sig over Skatten og Damen forsvandt med en sagte Klage...
Men Soldaten mistede sin Forstand... [...]

### Læs hele teksten
Paa Bakkerne Vest for Byen laa Duborg. Det gamle Slot var for længst sunket i Grus. En lille Stump Mur var i min Barndom det eneste, der endnu var tilbage. ‘Ruinen’ laa midt paa en Mark, udsat for alle Vinde, og det var sikkert kun de danske Flensborgere, der betragtede den med Ærbødighed.
Den sidste Rest af det stolte Slot var nu kun et Skjulested for Spurve, som havde deres Reder der i store Mængder. Hvor en Sten var faldet ud, var de smaa Gavtyve straks paa Færde. Det hændte ogsaa, at et Svalepar klistrede sin Rede paa Murens øverste Kant, hvor en fremspringende Sten dannede et Slags Tag. Og Svalerne fik Lov til at bo i Fred. For Drengene turde ikke klatre op ad Muren. Spurverederne tog de ud, naar de kunde naa dem ved at staa paa hinandens Skuldre.
Lige ved Muren stod en Stikkelsbærbusk med smaa gule Bær, og den Busk var for mig som et Eventyr. Jeg tænkte mig, at den var vokset op af et Frø, der i længst henrunden Tid faldt i Jorden inde i Slottets Have. Busken voksede, satte Bær, ældedes og gik ud. Men stadig spirede en ny Busk af den gamles Frø...
Jeg kom tit paa Duborg i min Barndom.
De flensborgske Børn holdt af at lege der. Der var saa frit, thi den meste Jord laa udyrket hen. Vi kunde sidde i Læ af Ruinen og se ned over Byen, ud over Fjorden, der fra Duborg tog sig dejlig ud. Vi sad og fandt de Huse frem, vi kendte i Gaderne. Dér var Taget af dette Hus, dér var hint. Midt imellem alle de røde Tage kunde vi se den danske Kirkes lave Spir og Taget paa vort Hus, – og Toppene af vor Haves Pæretræer. Ballastbroen kunde vi se paa den anden Side af Fjorden, oppe paa Ballastbjerget den kønne ‘Jørgensgaard’, og langt inde i Angel saa vi en Mølle.
Hvor var dog Kysten skøn heroppe fra! Alle de Skove og grønne Marker! Hist og her det lave, røde Tag paa et Teglværk. Og langt ude, bagved alle Fjordens Vige, var Østersøen. Dens Bølger skyllede op mod Danmarks Kyst ogsaa.
Intet Sted i Byen var Udsigten saa prægtig som her. Jeg syntes jeg saa ‘Alverdens Herlighed’, naar Solen stod højt paa Sommerhimlen og Luften var klar og Blæsten satte hvide Skumtoppe paa Flensborg Fjords blaa Vand. For mig manglede der kun ét, at det kunde være fuldkomment: Dannebrog paa alle Skibene i Havnen og paa den store, hvide Fuldrigger, der lossede Ris ved Ballastbroen.
Om Duborg gik der et Sagn, som jeg fuldt og fast troede paa. Tæt ved Ruinen er begravet en stor og herlig Skat. Men den kan kun hæves hver hundrede Aar, og kun af en tavs og frygtløs Mand.
Naar en Mand ved Midnat nærmer sig Ruinen i det Aar, da Skatten kan hæves, vil en hvid Dame vise sig, række ham en Spade og byde ham at grave. Man fortalte om en Soldat, der havde set den hvide Dame og gravet Skatten op, men ved Synet af alt det skinnende Guld udraabt: ‘Herre Jesus!’ Straks lukkede Jorden sig over Skatten og Damen forsvandt med en sagte Klage...
Men Soldaten mistede sin Forstand...
Paa Duborg Bakke stod en Vindmølle, Hollesens Mølle kaldtes den. Tæt ved denne Mølle var den blaa Dam. Ogsaa Dammen havde en Historie: Her hentede Storken de flensborgske Børn. Dybt nede i Vandet laa de og sov til deres Time kom...
Man kunde komme til Duborg fra Slotsgade, og da var der en Vej. Men vi foretrak en lille Sti fra Mariegade bagom Haverne, en trang Sti med en høj Græsskrænt i Vest, en Skrænt, der hvert Foraar var blaa af Violer, hver Sommer fuld af vilde Roser. Paa Stiens Østside laa Haverne, disse gammeldags Haver med blaarøde Tulipaner og fyldte Pinselilier, med Primulaer og Aurikler, med Guldknap og blaa Perlehyazinther. Om Sommeren var der fuldt af Provenceroser og hvide Lilier.
Hvor Stien endte, kravlede vi op til Duborg. Vi holdt os fast i det høje Græs eller i Tjørnebuskene for ikke at glide, thi Skrænten var meget stejl paa dette Sted. Om Vinteren, naar der var faldet Sne, kunde vi ikke gaa ad Stien, der som en Grøft samlede Sneen, som aldrig blev skuffet bort.
For vi kom ogsaa paa Duborg om Vinteren. Vi løb paa Skøjter paa den blaa Dam og ‘brændte Katte’ i de frosne Hjulspor. Det var en ret uskyldig Leg, hvad man efter Benævnelsen ikke skulde tro. Det hele bestod i, at vi med en Stoppenaal stak Hul paa Skrogisen og satte en Tændstik til. Den Luft, der strømmede ud, brændte da med en lille blaa Flamme. Altid lykkedes det jo ikke, og vi var ovenud glade, naar vi havde Held med os.
Men Idyllen paa Duborg varede ikke ret mange Aar. En driftig Mand tog Affære. Møllen blev revet ned, den blaa Dam fyldt op og Jorden omkring Ruinen udlagt til Kolonihaver. Til sidst var ogsaa Ruinen i Vejen. Man vilde rive den ned, men Muren var altfor solid, man maatte springe den med Dynamit.
Og nu er der Huse deroppe i lange Rækker, kedelige, grimme, baade nærved og set fra det fjerne. Nu er vel ogsaa Sagnet om Skatten glemt. Og den vil aldrig blive hævet, thi den hvide Dame vover sig næppe ned i Gaderne, hvor hun vilde fare vild og aldrig finde Skattens Skjulested.
Poesien er flygtet fra Duborg Bakke, hvor det travle Livs Prosa breder sig i Gaderne, og Drengene leger Soldat med Pikkelhue paa hovedet.